# L.R.Baggs Inc.
L.R.Baggs Inc. - firma założona w roku 1978przez Lloyda R Baggsa i jego żonę Nadine. Producent systemów do nagłaśniania instrumentów akustycznych, przede wszystkim gitar, opartych na rozwiązaniach opatentowanych przez Lloyda R Baggsa. Wielokrotny zwycięzca nagród MIPA, posiada dystrybutorów w ponad 30 krajach, do jego klientów OEM należą Breedlove, Crafter, Gibson, Larrivee, Paul Reed Smith, Yamaha Guitars oraz Kisielewski s.c., polski producent gitar T.Burton.

## Pickupy i systemy nagłaśniania L.R.Baggs

### Pickupy piezo
- LB6
- Element

### Pickupy magnetyczne
- M1 i M1 Active
- M80

### Systemy: pickup + przedwzmacniacz
- DS (Double Source)
- Anthem
- Anthem SL
- Lyric
- Five.O

### Mostki piezo do gitar elektrycznych
- X-Bridge
- T-Bridge

### Przedwzmacniacze
- Para D.I.
- Venue D.I.
- Mixpro
- Gigpro
- Stage Pro